# Трошин, Олег Александрович
Олег Александрович Трошин (род. 28 января 1963, Ульяновск, РСФСР, СССР) — российский государственный деятель, юрист. Руководитель следственного управления Следственного комитета Российской Федерации по Пензенской области (2011—2018). Почетный работник прокуратуры Российской Федерации (2005). Почетный сотрудник Следственного комитета Российской Федерации (2013).

## Биография
Родился 28 января 1963 года в Ульяновске.
В 1990 году окончил Всесоюзный юридический заочный институт.
С 1990 года проходил службу в органах прокуратуры Ульяновской области в должности следователя, прокурора района и начальника следственного управления.
С марта 2006 года назначен на должность первого заместителя прокурора Пензенской области. Неоднократно поощрялся генеральным прокурором РФ. В 2005 году приказом генерального прокурора РФ Олег Трошин награжден нагрудным знаком «Почетный работник прокуратуры РФ».
7 сентября 2007 года назначен руководителем следственного управления следственного комитета при прокуратуре РФ по Пензенской области.
В сентябре 2008 году Олегу Трошину присвоен классный чин «Государственный советник юстиции 3 класса», а в сентябре 2010 года — «Государственный советник юстиции 2 класса».
15 января 2011 года генерал-лейтенант юстиции Олег Трошин назначен и.о. руководителя следственного управления СКР по Пензенской области, а указом президента РФ Дмитрия Медведева от 10 мая 2011 года — руководителем ведомства.
В феврале 2018 года объявил о своем решении оставить службу в ведомстве по истечении полномочий, назвав его взвешенным и обдуманным.
6 апреля 2018 года Указом Президента России Владимира Путина № 143 освобожден от занимаемой должности.

## Награды
- Медаль За верность служебному долгу (СК РФ);
- Медаль За заслуги (СК РФ);
- Медаль За отличие (СКП РФ) (11 января 2013);
- Медаль За вклад в укрепление правопорядка (МВД);
- Медаль ордена «За заслуги перед Пензенской областью»;
- Медаль «290 лет прокуратуре России»;
- Медаль 300 лет первой следственной канцелярии России;
- Почётный знак «Во славу земли Пензенской»;
- Нагрудный знак «Почётный работник прокуратуры Российской Федерации» (2005);
- Нагрудный знак «Почётный сотрудник Следственного комитета Российской Федерации» (14 октября 2013).